# اصل جداسازی
در توپولوژی، محدودیت های مختلفی را می توان روی فضاهای توپولوژیکی اعمال کرد تا به فضای مطلوب رسید. برخی از این محدودیت ها را اصول جداسازی (به انگلیسی: Separation Axioms) نامند. برخی مواقع به این اصول، بر اساس نام آندری تیخونوف، اصول جداسازی تیخونوف نیز گفته می شود.
این اصول جداسازی تنها زمانی "اصول" هستند که وقتی یک فضای توپولوژی تعریف می شود، این اصول را بر آن افزوده تا فضای محدودتری بدست آید. در رهیافت نوین به فضاهای توپولوژیکی، یک فضای توپولوژیکی ثابت و مشخصی تعریف می شود، بعد به کمک چنین اصولی انواع گوناگون از آن فضا تولید می گردند. با این حال  عبارت "اصول جداسازی" در متون ریاضی جای خود را یافته است. حرف "T" در نمایش این اصول، از ابتدال کلمه آلمانی Trennungsaxiom به معنای "اصول جداسازی" گرفته شده است. 
معنای دقیق عبارات مربوط به اصول جداسازی در طی زمان تغییر یافته و متنوع شده اند. لذا درک تعریف هر مؤلف از اصول جداسازی مربوط به کتاب (ها)ی او مهم است، بخصوص هنگام مطالعه کتب قدیمی تر.

## پیوندهای بیرونی
- Separation Axioms at ProvenMath
- Table of separation and metrisability axioms from Schechter